# Fortín General Bernardino Caballero
Fortín General Bernardino Caballero (más conocido como Fortín Caballero) es una localidad paraguaya del departamento de Presidente Hayes, ubicada en el kilómetro 244 de la ruta nacional PY12 "Vicepresidente Sánchez", a unos 281 km de Asunción.
Administrativamente forma parte y depende del municipio de Teniente Esteban Martínez, ubicado a unos 40 kilómetros de distancia, en la frontera con Fortín Cabo 1º Lugones, provincia de Formosa, Argentina.
Actualmente el lugar se encuentra escasamente poblado, contando con unos 300 habitantes aproximadamente.

## Toponimia
Recibe su nombre en honor a Bernardino Caballero, destacado militar paraguayo durante la Guerra de la Triple Alianza (1864 - 1870), y posteriormente político y presidente de la república.

## Historia
El fortín fue fundado el 16 de mayo de 1928, por el Teniente 1º Raimundo Rolón, del ejército paraguayo, en el contexto previo a la Guerra del Chaco entre Paraguay y Bolivia.

## Geografía
Fortín Caballero se ubica en el kilómetro 244 de la ruta PY12. Al oeste y noroeste limita con Teniente Esteban Martínez, al norte con la zona rural de Campo Aceval, al noreste con la zona rural de Pozo Colorado. Al este y sureste con Cadete Pastor Pando, al sur con el Fortín Cabo 1º Cano y el  Río Pilcomayo y al suroeste con la localidad argentina de Fortín Cabo 1º Lugones, respectivamente.
| Noroeste: Teniente Esteban Martínez | Norte: Campo Aceval           | Nordeste: Pozo Colorado      |
| Oeste: Teniente Esteban Martínez    |                               | Este: Cadete Pastor Pando    |
| Suroeste: Fortín Cabo 1º Lugones    | Sur: Fortín Cabo Primero Cano | Sureste: Cadete Pastor Pando |

## Infraestructura
Actualmente la infraestructura del lugar es escasa y deficiente, pero con el asfaltado de la ruta PY12 que llegará hasta la vecina localidad de General Bruguez, a unos 120 km de distancia, la zona de Fortín Caballero se verá beneficiada indirectamente, ya que contará con una mejor conectividad con el resto del país.

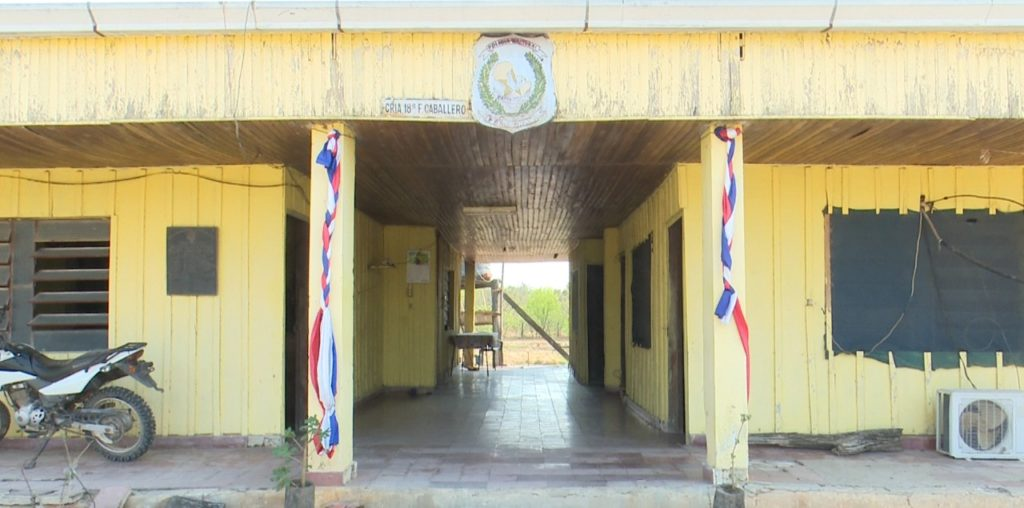
Comisaría de Fortín Caballero.

Cuenta con algunas instituciones públicas como: un registro civil, una comisaría, una escuela, un puesto de salud y una oficina del servicio nacional de calidad y salud animal (SENACSA).

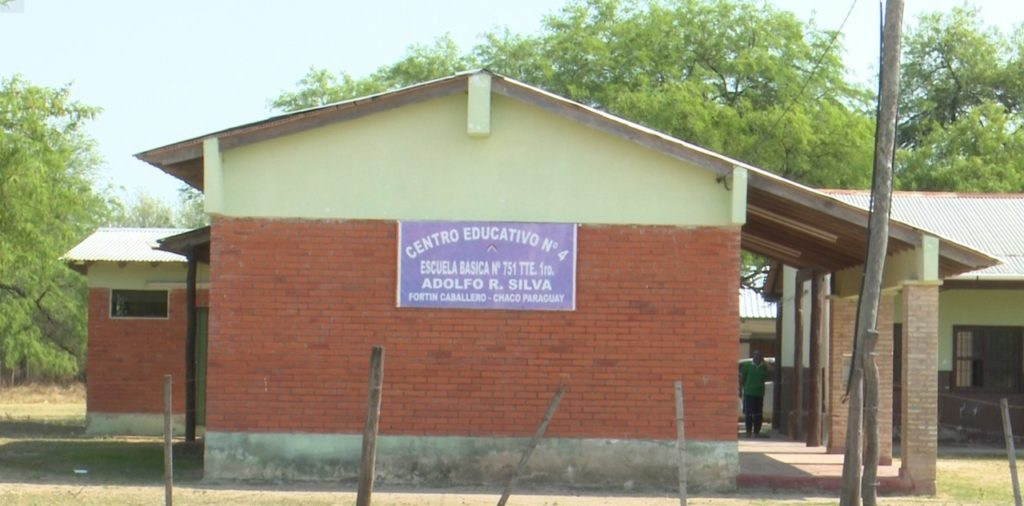
Escuela primaria de la localidad.

Y también con algunos negocios privados que satisfacen las necesidades básicas de los habitantes y viajeros de la zona como: locales de comida, despensas, hospedaje, talleres mecánicos, etc.
En la localidad termina la Ruta D088, más conocida como Ruta Ñ, una carretera privatizada de tierra de unos 145 kilómetros que cuenta con varios peajes y es mantenida con el dinero de los pobladores y ganaderos de la zona. Esta ruta llega hasta salir a Pa'i Puku, en el kilómetro 160 de la ruta PY09 "Transchaco", que sí está asfaltada.